# Association des écrivains de Norvège
L'association des écrivains de Norvège (Den norske Forfatterforening ou DnF, en norvégien) est une association littéraire norvégienne. Elle fut créée en 1893 pour promouvoir la littérature norvégienne et protéger les intérêts professionnels et économiques des auteurs. La DnF agit également sur le plan international pour la protection des auteurs victimes de répression.
En 2004, l'association comptait 513 membres. L'écrivain Anne Oterholm la dirige depuis mars 2005. 

## Liste des dirigeants
- 1894– Gustav Storm (non-fiction section)
- 1894–1896 Arne Garborg (fiction section)
- 1894–1896 Andreas Aubert
- 1896–1900 Jacob Hilditch
- 1900–1903 Jacob Breda Bull
- 1903– Moltke Moe
- 1903–1905 Gerhard Gran
- 1905–1908 Vilhelm Krag
- 1908–1910 Jacob Hilditch
- 1910–1913 Hans Aanrud
- 1913–1916 Peter Egge
- 1917–1919 Nils Collett Vogt
- 1920–1922 Johan Bojer
- 1922– Ole Lie Singdahlsen
- 1922–1923 Oskar Braaten
- 1923–1928 Arnulf Øverland
- 1928–1932 Ronald Fangen
- 1933– Oskar Braaten
- 1934– Johan Bojer
- 1935– Peter Egge
- 1936–1940 Sigrid Undset
- 1940– Georg Brochmann
- 1941–1945 Alex Brinchmann
- 1946–1965 Hans Heiberg
- 1965–1971 Odd Bang-Hansen
- 1971–1975 Ebba Haslund
- 1975–1977 Bjørn Nilsen
- 1977–1981 Camilla Carlson
- 1982–1985 Johannes Heggland
- 1985–1987 Karsten Alnæs
- 1987–1991 Toril Brekke
- 1991–1997 Thorvald Steen
- 1997–1999 Inger Elisabeth Hansen
- 1999–2001 Karsten Alnæs
- 2001–2005 Geir Pollen
- 2005–aujourd'hui Anne Oterholm